# Nelson Munganga
Nelson Munganga (ur. 27 lipca 1993 w Kinszasie) – kongijski piłkarz grający na pozycji defensywnego pomocnika. Jest wychowankiem klubu AS Vita Club.

## Kariera klubowa
Swoją karierę piłkarską Munganga rozpoczął w klubie AS Vita Club. W sezonie 2013 zadebiutował w jego barwach w Linafoot. W debiutanckim sezonie wywalczył mistrzostwo Demokratycznej Republiki Konga. Z kolei w sezonie 2014/2015 został mistrzem tego kraju.

## Kariera reprezentacyjna
W reprezentacji Demokratycznej Republiki Konga Munganga zadebiutował 6 września 2014 w przegranym 0:2 meczu kwalifikacji do Pucharu Narodów Afryki 2015 z Kamerunem. W 2015 roku został powołany do kadry na Puchar Narodów Afryki 2015. Rozegrał na nim dwa mecze: z Republiką Zielonego Przylądka (0:0) oraz w ćwierćfinale z Kongiem (4:2). Z kadrą Demokratycznej Republiki Konga zajął 3. miejsce w tym turnieju.